# Algorithmic Contract Types Unified Standards
Algorithmic Contract Types Unified Standards, abgekürzt ACTUS, definiert eine Reihe lizenzfreier, offener Standards zur Darstellung von Finanzverträgen. Dieser Standard ermöglicht konsistente Darstellungen im Finanz- und im Risiko-Bereich von Finanzinstitutionen. Er ist eine wichtige Grundlage für Smart Contracts für DeFi (decentralized finance) und Block-Chain. ACTUS wird als Referenzstandard vom Office of Financial Research (OFR), einer Abteilung des US Treasuries geführt.
Das Projekt ist in zwei gemeinnützigen Organisationen verankert, ACTUS Financial Research Foundation und ACTUS Users Association, das geistige Eigentum und die Entwicklungsansätze kontrollieren.

## Grundlagen
Finanzverträge definieren den Austausch von Zahlungen oder Cashflows, die bestimmten Mustern folgen, die mit mathematischen Algorithmen beschrieben werden können. Der Standard kombiniert drei Elemente: (1) ein Data-Dictionary, das die in Finanzverträgen enthaltenen Vertragsbedingungen oder Parameter definiert, (2) eine einfache, aber vollständige Taxonomie aller relevanten Algorithmen im Finanzbereich und (3) eine Referenzimplementation dieser Algorithmen programmiert in Java. Damit können die durch den Vertrag festgelegten Cashflow-Verpflichtungen der Vertragsparteien über die Vertragslaufzeit genau prognostiziert und analysiert werden.
Die Bereitstellung eines offenen und gebührenfreien Standards für die Datenelemente und Algorithmen von Finanzverträgen ermöglicht den konsistenten Austausch genauer Finanzdaten in der Finanzbranche, sei es zur Konsolidierung von Produktlinien innerhalb eines Unternehmens, zur Verwaltung von Verpflichtungen zwischen Institutionen, oder um die Erhebung und Konsolidierung von Finanzdaten durch die Aufsichtsbehörden zu erleichtern. ACTUS wird als öffentliches Gut angesehen, zur Schaffung eines weltweit akzeptierten Standards für die Repräsentation von Finanzverträgen in der Realwirtschaft. Solche Standards sind wichtig für die Transparenz und Effizienz bei Finanzinnovationen, Risikomanagement, Finanzregulierung, der Tokenisierung von Finanzinstrumenten und der Entwicklung von Smart Contracts für dezentrale Finanzen (DeFi) auf Blockchains.

## Geschichte
Die Schwierigkeiten bei der Definition und Analyse von Finanzdaten wurden von Willi Brammertz und seinen Co-Autoren in einem 2009 erschienenen Buch „Unified Financial Analysis: The Missing Links of Finance“ beschrieben. Die grundlegende Natur des Problems geht aus einem EZB-Papier mit dem Titel „Modelling metadata in central banks“ hervor.
Dabei geht es um die Frage, wie Finanzinstitute versucht haben, Datensilos durch den Aufbau unternehmensweiter Data Warehouses zu überwinden. Obwohl diese Data Warehouses verschiedene Datenquellen physisch integrieren, vereinheitlichen sie sie konzeptionell nicht. Beispielsweise könnte ein einzelnes Konzept wie der Nominalwert immer noch auf verschiedene Weise in Feldern erfasst werden, die mit „Nominalwert“, „aktueller Kapitalbetrag“, „Nennwert“ oder „Saldo“ gekennzeichnet sein könnten. Die Standardisierung von Daten würde die internen Bankabläufe verbessern und die Möglichkeit einer groß angelegten Finanzrisikoanalyse durch Nutzung der Big-Data-Technologie bieten. Der Schlüssel dazu ist die Idee der „ContractTypes“.
Die Konzepte wurden von Brammertz und Allan I. Mendelowitz in einem Artikel aus dem Jahr 2018 im Journal of Risk Finance erweitert. Da Finanzverträge den Austausch von Zahlungen oder Cashflows definieren, die einer limitierten Anzahl Mustern folgen, können sie als Standard programmiert werden. Sie beschreiben den Bedarf an Software, die die in natürlicher Sprache verfasste Finanzverträge in Algorithmen – Smart Financial Contracts – umwandelt, womit Finanzprozesse automatisiert werden. Sie identifizieren weniger als drei Dutzend relevante Muster, die die meisten bestehenden Verträge abdecken. Diesen Verträgen muss ein Datenwörterbuch zugrunde liegen, das die Vertragsbedingungen standardisiert. Darüber hinaus benötigen die Smart Contracts Zugang zu Informationen, die den Zustand der Welt repräsentieren und sich auf vertragliche Verpflichtungen auswirken. Zu diesen Informationen gehören Variablen wie Marktrisiko und Kontrahentenrisiko, die in Online-Datenbanken außerhalb der Blockchain (manchmal auch „Orakel“ genannt) gespeichert sind.
Die Idee der standardisierten algorithmischen Darstellung von Finanzverträgen entwickelte Brammertz schon bevor digitalen Währungen aufkamen, sie ist jedoch für Blockchains oder Distributed Ledgers und das Konzept Smart Financial Contracts von großer Bedeutung. Brammertz und Mendelowitz argumentieren in ihrem auf dem Cardano-Gipfel 2019 in Miami vorgestellten Papier, dass sich das Chaos – das in den Banken heute bereits Realität ist – ohne einen solchen Standard auf Blockchains verstärken würde, da auf Blockchains mit Turing-vollständigen Sprachen jeder Vertrag individuell geschrieben werden kann. Sie argumentieren weiter, dass von den vier Bedingungen, die Szabo in seinem 1996 veröffentlichten Artikel aufgestellt hat, Blockchains mit einer Turing-vollständigen Programmiersprache nur eine erfüllen, nämlich Beobachtbarkeit (Observability). Was nicht erfüllt ist, ist die Überprüfbarkeit (Verifiability), da individuell geschriebene nicht standardisierte Verträge nur schwer lesbar sind. Die dritte Bedingung Durchsetzbarkeit (Enforceability) ist daher ebenfalls nicht erfüllt, da sie durch die Kombination von Beobachtbarkeit und Überprüfbarkeit maximiert wird. Der ACTUS-Standard erfüllt die Überprüfbarkeit für Finanzverträge, wodurch die Durchsetzbarkeit maximiert wird. Die vierte Bedingung ist Datenschutz (Privity), die separat gelöst werden muss.
Die Autoren argumentieren, dass die Einführung eines Standards für Smart Financial Contracts die Betriebskosten für Finanzunternehmen senken, eine Recheninfrastruktur für Regulierungsbehörden bereitstellen die echte Analyse ermöglichen, die Kosten für die Regulierungsberichterstattung senken und die Markttransparenz verbessern würde. Außerdem würde es die Bewertung systemischer Risiken durch die direkte Quantifizierung der Vernetzung von Unternehmen ermöglichen.
Dies führte zum ACTUS-Vorschlag für einen Datenstandard neben einem algorithmischen Standard. Zusammen können diese die meisten Finanzinstrumente durch 31 Vertragsarten oder modulare Vorlagen beschreiben. Die ACTUS Research Foundation zusammen mit der ACTUS Users Association entwickeln die Struktur zur Umsetzung der Ideen. Die Spezifikationen werden auf GitHub umgesetzt, gepflegt und veröffentlicht.
Im Oktober 2021 wurde der ACTUS-Datenstandard als zweite Referenz nach ISO 20022 zur FIRD Datenbank hinzugefügt, die vom Office of Financial Research, einem Zweig des US-Finanzministeriums, betrieben wird. ACTUS wird dort verwendet, um die Definition von fünf Anlageklassen (Aktien, Schulden, Optionen, Optionsscheine und Futures) in der Referenzdatenbank für Finanzinstrumente (FIRD) des OFR zu unterstützen. Eine dritte Referenz, der Messaging-Standard Financial Information eXchange (FIX), wurde ein Jahr später hinzugefügt. Anfang 2023 wurde ACTUS ein „Liaison A“-Mitglied von ISO TC68/SC9.

## Umsetzung
ACTUS ist in einer Reihe lizenzfreier, offener Standards zur Darstellung von Finanzverträgen implementiert. Die Standards kombinieren drei Elemente. Erstens ein konzises Data Dictionary, das zu jedem ContractType die vorhandenen Attribute definiert. Zweitens eine einfache, aber vollständige Taxonomie der grundlegenden algorithmischen Vertragstypmuster oder CotnractTypes. Diese enthalten die Teile des Data Dictionaries, die für einen bestimmten Vertragstyp gelten. Schließlich der Referenzcode in Java, der die durch den Vertrag festgelegten Cashflow-Verpflichtungen berechnet, damit sie während der Laufzeit des Vertrags von allen Parteien genau projiziert, analysiert und anerkannt werden können.
Die Bereitstellung eines offenen Standards für die Datenelemente und Algorithmen von Verträgen sorgt erstens für Konsistenz innerhalb einer Institution and zweitenst zur Effizienz beim Datenaustausch zwischen Organisationen in der Finanzbranche. Diese Daten sind hilfreich für die Konsolidierung innerhalb eines Unternehmens, Verpflichtungen zwischen Institutionen zu verwalten oder den von Aufsichtsbehörden festgelegten Berichtspflichten nachzukommen. Darüber hinaus kann ACTUS bei der Tokenisierung von Finanzinstrumenten und der Entwicklung von Smart Contracts für dezentrale Finanzen (DeFi) mithilfe von Blockchain helfen. Beispielsweise wurden ACTUS-Verträge in der Smart-Contract-Sprache Marlowe codiert.